# バッバ・スターリング
デレク・"バッバ"・スターリング（英: Derek "Bubba" Starling, 1992年8月3日 - ）は、アメリカ合衆国カンザス州ジョンソン郡ガードナー出身の元プロ野球選手（外野手）。右投右打。
2021年開催の東京オリンピック 野球 銀メダリスト。

## 経歴

### プロ入り前
ガードナー・エドガートン高等学校時代は野球の他にフットボールやバスケットボールでも活躍しており、ネブラスカ大学からは野球とフットボール（QB）の奨学生として誘いを受けていた。また、高校時代のチームメイトにジョン・ミーンズがいる。

### プロ入りとロイヤルズ時代
2011年のMLBドラフト1巡目（全体5位）でカンザスシティ・ロイヤルズから指名され、高卒選手としては破格の契約金750万ドルでプロ入り。
2012年、傘下のアパラチアンリーグのルーキー級バーリントン・ロイヤルズでプロデビュー。53試合に出場して打率.275、10本塁打、33打点、10盗塁を記録した。
2013年はA級レキシントン・レジェンズでプレーし、125試合に出場して打率.241、13本塁打、63打点、22盗塁を記録した。
2014年はA+級ウィルミントン・ブルーロックスでプレーし、132試合に出場して打率.218、9本塁打、54打点、17盗塁を記録した。オフにはアリゾナ・フォールリーグに参加し、ピオリア・ハベリーナズに所属した。
2015年はA+級ウィルミントンとAA級ノースウエストアーカンソー・ナチュラルズでプレーし、2球団合計で103試合に出場して打率.269、12本塁打、44打点、6盗塁を記録した。オフには2年連続でアリゾナ・フォールリーグに参加し、サプライズ・サグアロスに所属した。11月20日にはルール・ファイブ・ドラフトでの流出を防ぐために40人枠入りした。
2016年はAA級ノースウエストアーカンソーとAAA級オマハ・ストームチェイサーズでプレーし、2球団合計で109試合に出場して打率.183、7本塁打、40打点、11盗塁を記録した。
2017年はAAA級オマハでプレーし、80試合に出場して打率.248、7本塁打、70打点、5盗塁を記録した。
2018年はパイオニアリーグのルーキー級アイダホフォールズ・チュカーズ、AA級ノースウエストアーカンソー、AAA級オマハでプレーし、3球団合計で20試合に出場して打率.296、4本塁打、11打点、1盗塁を記録した。オフの11月30日にノンテンダーFAとなったが、12月17日にマイナー契約で再契約した。
2019年、マイナーではAAA級オマハでプレーし、72試合に出場して打率.310、7本塁打、38打点、9盗塁を記録した。7月11日にメジャー契約を結んでアクティブ・ロースター入りすると、翌12日のデトロイト・タイガース戦にて「7番・中堅手」で先発出場してメジャーデビュー（この試合での結果は3打数無安打1四球）。この年メジャーでは56試合に出場して打率.215、4本塁打、12打点、2盗塁を記録した。
2020年は35試合に出場し、打率.169、1本塁打、5打点の成績だった。オフの12月2日にノンテンダーFAとなったが、11日にロイヤルズとマイナー契約で再契約を結び、2021年のスプリングトレーニングに招待選手として参加することになった 。
2021年はAAAオマハで27試合に出場し、打率.258、7本塁打、17打点の成績を残したが、メジャーに昇格する機会はなかった。また7月には東京オリンピック野球アメリカ合衆国代表に選出された。10月26日に現役引退を発表した。

## 詳細情報

### 年度別打撃成績
| 年 度    | 球 団    | 試 合 | 打 席 | 打 数 | 得 点 | 安 打 | 二 塁 打 | 三 塁 打 | 本 塁 打 | 塁 打 | 打 点 | 盗 塁 | 盗 塁 死 | 犠 打 | 犠 飛 | 四 球 | 敬 遠 | 死 球 | 三 振 | 併 殺 打 | 打 率 | 出 塁 率 | 長 打 率 | O P S |
| -------- | -------- | ----- | ----- | ----- | ----- | ----- | -------- | -------- | -------- | ----- | ----- | ----- | -------- | ----- | ----- | ----- | ----- | ----- | ----- | -------- | ----- | -------- | -------- | ----- |
| 2019     | KC       | 56    | 197   | 186   | 26    | 40    | 7        | 0        | 4        | 59    | 12    | 2     | 0        | 1     | 0     | 9     | 0     | 1     | 56    | 4        | .215  | .255     | .317     | .572  |
| 2020     | KC       | 35    | 64    | 59    | 5     | 10    | 1        | 0        | 1        | 14    | 5     | 0     | 0        | 0     | 1     | 4     | 0     | 0     | 27    | 0        | .169  | .219     | .237     | .456  |
| MLB：2年 | MLB：2年 | 91    | 261   | 245   | 31    | 50    | 8        | 0        | 5        | 73    | 17    | 2     | 0        | 1     | 1     | 13    | 0     | 1     | 83    | 4        | .204  | .246     | .298     | .544  |

### 年度別守備成績
| 年 度 | 球 団 | 左翼（LF） | 左翼（LF） | 左翼（LF） | 左翼（LF） | 左翼（LF） | 左翼（LF） | 中堅（CF） | 中堅（CF） | 中堅（CF） | 中堅（CF） | 中堅（CF） | 中堅（CF） | 右翼（RF） | 右翼（RF） | 右翼（RF） | 右翼（RF） | 右翼（RF） | 右翼（RF） |
| 年 度 | 球 団 | 試 合      | 刺 殺      | 補 殺      | 失 策      | 併 殺      | 守 備 率   | 試 合      | 刺 殺      | 補 殺      | 失 策      | 併 殺      | 守 備 率   | 試 合      | 刺 殺      | 補 殺      | 失 策      | 併 殺      | 守 備 率   |
| ----- | ----- | ---------- | ---------- | ---------- | ---------- | ---------- | ---------- | ---------- | ---------- | ---------- | ---------- | ---------- | ---------- | ---------- | ---------- | ---------- | ---------- | ---------- | ---------- |
| 2019  | KC    | 6          | 3          | 0          | 0          | 0          | 1.000      | 36         | 90         | 5          | 0          | 2          | 1.000      | 23         | 30         | 0          | 1          | 0          | .968       |
| 2020  | KC    | 1          | 0          | 0          | 0          | 0          | ----       | 29         | 32         | 0          | 0          | 0          | 1.000      | 1          | 0          | 0          | 0          | 0          | ----       |
| MLB   | MLB   | 7          | 3          | 0          | 0          | 0          | 1.000      | 65         | 122        | 5          | 0          | 2          | 1.000      | 24         | 30         | 0          | 1          | 0          | .968       |

### 代表歴
- 2020年東京オリンピックの野球競技・アメリカ合衆国代表

### 背番号
- 11（2019年 - 2020年）